# U-254
Unterseeboot 254 foi um submarino alemão do Tipo VIIC, pertencente a Kriegsmarine que atuou durante a Segunda Guerra Mundial.

## Comandantes
| Comandante            | Data                                          |
| --------------------- | --------------------------------------------- |
| Kptlt. Hans Gilardone | 8 de novembro de 1941 - 8 de dezembro de 1942 |
| Kptlt. Odo Loewe      | setembro de 1942 - outubro de 1942            |

## Subordinação
Durante o seu tempo de serviço, esteve subordinado às seguintes flotilhas:
| Período                                     | Flotilha                                  |
| ------------------------------------------- | ----------------------------------------- |
| 8 de novembro de 1941 - 31 de julho de 1942 | 8. Unterseebootsflottille (treinamento)   |
| 1 de agosto de 1942 - 8 de dezembro de 1942 | 9. Unterseebootsflottille (serviço ativo) |

## Operações conjuntas de ataque
O U-254 participou das seguinte operações de ataque combinado durante a sua carreira:
- Rudeltaktik Luchs (27 de setembro de 1942 - 6 de outubro de 1942)
- Rudeltaktik Panther (6 de outubro de 1942 - 12 de outubro de 1942)
- Rudeltaktik Leopard (12 de outubro de 1942 - 14 de outubro de 1942)
- Rudeltaktik Panzer (27 de novembro de 1942 - 8 de dezembro de 1942)